# ديمو (آبجدان)
ديمو (بالفارسية: دیمو) هي منطقة سكنية تقع في إيران في قسم آبجدان الريفي. يقدر عدد سكانها بـ 106 نسمة بحسب إحصاء 2016.